# كاثي ويلكوكس
كاثي ويلكوكس (بالإنجليزية: Cathy Wilcox)‏ هي رسامة كارتون أسترالية، ولدت في 11 يونيو 1963.